# Vaughan Jones

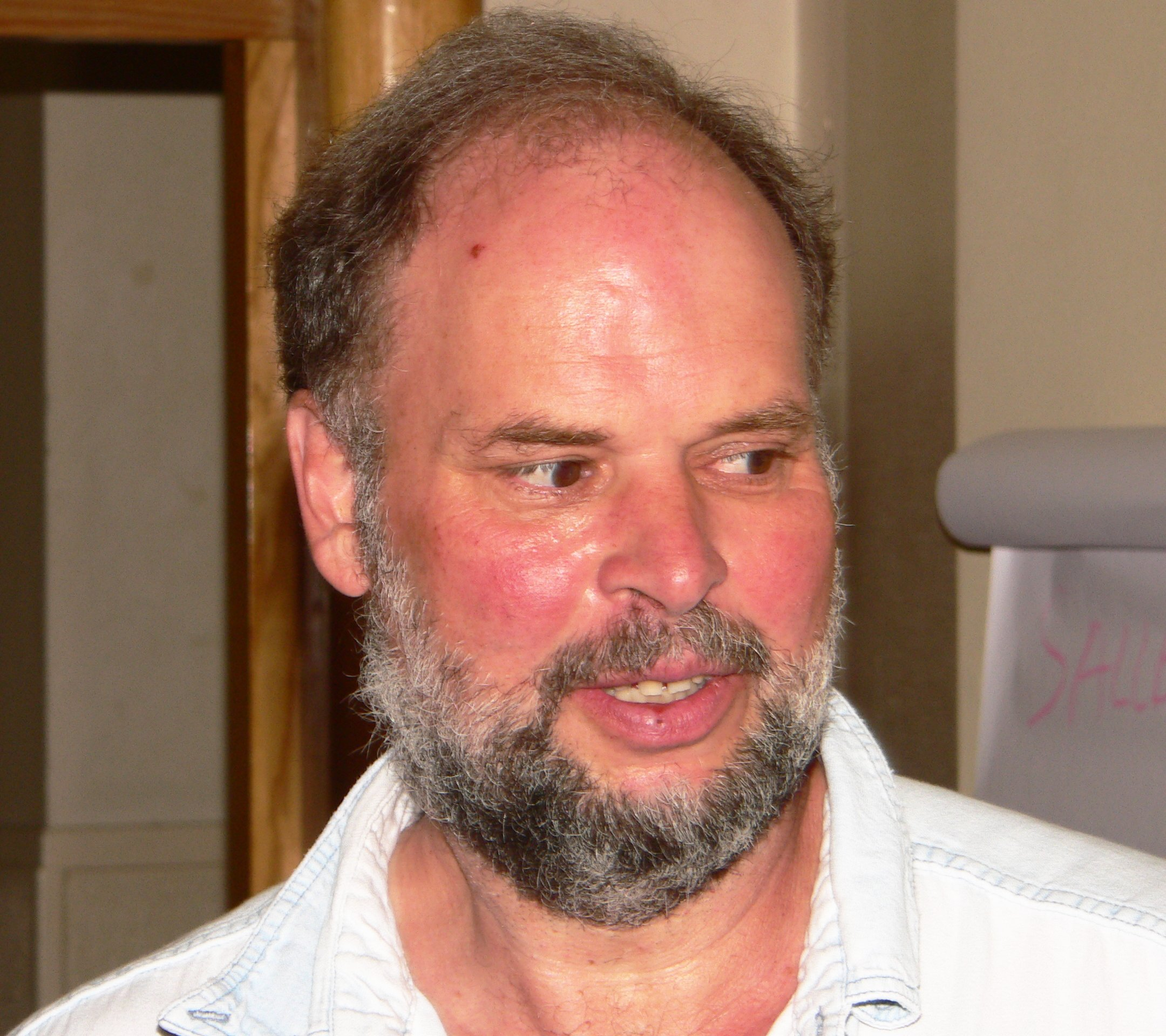
Vaughan Jones

Sir Vaughan Frederick Randal Jones, KNZM, FRS, FRSNZ (Gisborne, Nieuw-Zeeland, 31 december 1952 – 6 september 2020) was een Nieuw-Zeelands wiskundige, die bekendstaat voor zijn werk op het gebied van von Neumann-algebra's, knoopveeltermen en de hoekgetrouwe veldtheorie.
In 1990 kreeg hij een Fields-medaille uitgereikt. Bij de prijsuitreiking droeg hij een zwart Nieuw-Zeelands rugbyshirt. Jones was hoogleraar aan de Universiteit van Californië in Berkeley en een gerenommeerd emeritusprofessor aan de Universiteit van Auckland.
Zijn werk op het gebied van knoopveeltermen, met de ontdekking van wat nu Jones-polynomen worden genoemd, kwam uit een onverwachte richting met een oorsprong in de theorie van de von Neumann-algebra's, een deelgebied binnen de analyse dat al sterk was ontwikkeld door Alain Connes. Jones' werk leidde tot de oplossing van een aantal van de klassieke problemen binnen de knopentheorie en tot een toegenomen interesse in de laag-dimensionale topologie.